# What About Now (canción de Daughtry)
«What About Now» es el séptimo sencillo de la banda de rock Daughtry de su álbum debut homónimo. La canción es una balada, que fue escrita por Ben Moody, David Hodges (ambos exintegrantes de Evanescence), y Josh Hartzler, que está casado con Amy Lee (la cantante de Evanescence) Es una de sólo dos canciones en el álbum, al menos, no coescrita por Chris Daughtry. La canción se anunció como la banda del próximo único en su página web. Fue oficialmente lanzada en los EE.UU. el 1 de julio de 2008.

## Videoclip
El video musical, dirigido por Kevin Kerslake, estrenado el viernes 11 de julio en FNMTV, donde obtuvo una cerrada ovación en FNMTV Studio. El vídeo puede ser visto actualmente en la banda del sitio oficial.
El video es un comentario social, que representa a varias personas y los lugares afectados por la pobreza, los desastres naturales, y la guerra, así como otros temas del mundo. Varios comentarios se hacen sobre estas cuestiones, y el vídeo también pide introspectivo preguntas al espectador. Algunas personas que están trabajando para ayudar a estos problemas se presentan a lo largo del video, con sus nombres y lo que están asociados con la lista. El video presenta una bombilla de luz que todavía no se ha quemado, que simboliza que no es demasiado tarde para hacer una diferencia. El vídeo concluye con una última pregunta para el espectador, "¿Y ahora?", Que aparece junto a la quema bombilla. Algunas fotos de la banda tocando la canción en directo también se muestra en el vídeo.
El 30 de agosto de 2008, "What About Now" alcanzó el puesto nº1 en la VH1 top 20 vídeo de cuenta después de numerosas semanas después de haber sido atrapados detrás de "Pocketful de Sunshine". Más tarde regresó en el puesto nº1 el 13 de septiembre de 2008 y 20 de septiembre de 2008 después de ser quitado el puesto nº1 una semana después.

## Uso de la canción
La canción se utilizó en el 21 de febrero de 2008 en un episodio de la séptima temporada de American Idol, en un paquete de vídeo que muestra la parte superior de la temporada 24. Una versión acústica de la canción fue realizada por la banda en un viaje a Uganda, en África la ayuda de 9 de abril de 2008 de televisión de la recaudación de fondos sin fines de lucro evento Idol devuelve. La banda realiza en un pequeño pueblo rodeado por un grupo de niños desfavorecidos que se escucharon a lo largo de cantar en un punto, mientras que también mostró un vídeo escenas de la banda de viaje.
La canción fue utilizada en varios episodios de Britain's Got Talent en 2009.
La canción fue utilizada en publicidad de "The Bachelor".

## Tabla de rendimiento
Recaudar fondos para Idol devuelve, el rendimiento acústico de "What About Now" se puso en iTunes y debutó en el nº8 en la lista Billboard Hot Digital de canciones, alimentando un debut en el nº18 del Billboard Hot 100, la banda más alta de su debut canción hasta la fecha, así como su cuarto veinte principales Hot 100 afectados. También entró en el nº17 en el Canadian Hot 100, dándole a la banda su cuarto veinte principales afectados allí. Alcanzó estos picos de más de dos meses antes de la publicación oficial de la canción.
Después de What about Now" liberación oficial, la canción de la banda se ha convertido en el quinto éxito consecutivo diez adultos en el Top 40, alcanzando hasta la fecha # 3. Este es un registro de todos los tiempos para la mayoría de diez las visitas de un álbum debut en el Top 40 adultos gráfico. Esto se corresponde también con el álbum de Kelly Clarkson escapada y Nickelback el derecho de todas las razones para el Top 40 adultos más arriba decenas de cualquier álbum. En el Hot Adulto Contemporáneo pistas, la canción ha alcanzado hasta la fecha # 3, y sigue la escalada a partir de abril de 2009. Es su tercer hit diez en la tabla, por lo que la única banda de rock para arriba cada vez con tres decenas de un álbum en el gráfico. La canción también entró en la parte superior de veinte Mainstream Top 40 de radio, alcanzando un máximo de # 19 en octubre de 2008, su quinta consecutiva veinte principales afectados en el formato. Como tal, la canción volvió a entrar en el Hot 100 en # 94 en la tabla semana del 6 de septiembre de 2008, y subió a 29 a partir de su reingreso.
La canción entró en el Reino Unido en listas de sencillos en mayo de 2009 después de haber sido presentado en un montaje en Britain's Got Talent.

## Versión de Westlife
"What About Now" también fue grabada por la banda irlandesa Westlife, para su décimo álbum, Where We Are. Fue lanzado cómo sencillo el 25 de octubre de 2009, para descargar y el 26 de octubre cómo un sencillo físico. El productor de la canción fue Steve Robson.
El 25 de octubre la banda apareció en el programa The X Factor para cantar y para un breve entrevista. La banda también presentó el mismo día en GMTV una entrevista y un webchat. El 27 de noviembre, Westlife presentó "What About Now" en The Late Late Toy Show.

### Listas
En la primera semana del lanzamiento, la versión de Westlife alcanzó el puesto número 2 en los sencillos irlandeses tomando el lugar de Alexandra Burke con "Bad Boys" y con Cheryl Cole en "Fight For This Love".
| Lista (2009)                       | Mejor Posición |
| ---------------------------------- | -------------- |
| Irlanda, Lista de sencillos        | 2              |
| Lista de sencillos del R.U.        | 2              |
| Europa, Lista de sencillos         | 7              |
| Eslovaquia, Lista de radiodifusión | 81             |
| Suecia, Lista de sencillos         | 13             |
| Taiwán, Lista de sencillos         | 2              |

## Vídeo musical
Daily Mirror lanzó un artículo sobre la grabación de su vídeo musical el 26 de octubre del 2009. El artículo describía: "Estaba escuchando la canción y espontáneamente vino a mi cabeza que sería agradable filmarlo enfrente de hielo. Sí recuerdas la película de Bond, "Die Another Day", es cómo si el contraste del hielo y las cosas realmente modernas es sexy, ropas lindas y carros." Un pequeño pedazo del vídeo fue mostrado en The One Show, el 30 de octubre, del 2009. El vídeo entero fue lanzado en la web oficial y en los canales musicales del Reino Unido el 6 de noviembre del 2009. Fue dirigido por Philip Andelman y se filmó en la localización del glaciar Vatnajökull, en Islandia. Un vídeo simple pero emocional. El vídeo muestra un lugar nevado con diferentes escenarios en hielo.

## Listado
1. "What About Now" - 4:11
2. "You Raise Me Up" (en vivo en Croke Park) - 5:00

## Lanzamiento
| Región        | Fecha            | Formato                     | Sello                    |
| ------------- | ---------------- | --------------------------- | ------------------------ |
| Irlanda       | 23 de Oct., 2009 | Descarga digital, CD single | RCA Records              |
| Reino Unido   | 25 de Oct., 2009 | Descarga digital            | Syco Music, RCA Records  |
| Reino Unido   | 26 de Oct., 2009 | CD single                   | Syco Music, RCA Records  |
| Alemania      | 27 de Oct., 2009 | Descarga digital            | Sony Music Entertainment |
| Suecia        | 28 de Oct., 2009 | Descarga digital            | Sony Music Entertainment |
| Nueva Zelanda | 18 de Nov., 2009 | Descarga digital            | Sony Music Entertainment |
| Hong Kong     | 26 de Nov., 2009 | Descarga digital            | Sony Music Entertainment |

- Datos: Q2598738